# 卢冬生
卢冬生（1908年4月16日—1945年11月16日），湖南湘潭人。中国工农红军高级将领，早年曾在陈赓家当放牛娃。历任红四军司令部手枪连连长、手枪大队队长、红二军团警卫营营长、红三军第七师二十团团长、湘鄂西独立师政委、红二军团第四师师长、八路军120师358旅旅长、东北人民自治军松江军区司令员。历经北伐战争、反围剿战争、长征、苏联留学。1945年在哈尔滨被两名拦路抢劫的苏联红军士兵枪杀。

## 生平

### 早年及第一次国共内战
卢冬生出生于湖南湘潭一个佃农家庭。少年时，曾在陈赓家当放牛娃。1925年，他加入湘军第41师，1926年参加北伐，随国民革命军第八军来到武汉。1927年，汪精卫发动七一五事变后，卢冬生在陈赓的影响下，于7月下旬离开武汉到南昌，投奔贺龙领导的国民革命军第二十军。1927年8月，他参加南昌暴動，随陈赓负责政治保卫工作。后来，他在起义部队第二十军3师6团1营任陈赓的副官。会昌战斗中，陈赓左脚受重伤，他冒着弹雨救护。部队在潮汕失败后，他随陈赓经香港到上海，联系上了中共中央机关。1927年12月，经陈赓介绍，他加入中国共产党。
1928年初，中共中央派卢冬生护送周逸群、贺龙等到湘西北。1928年3月，他参加桑植起义。不久任交通员，负责联络中共中央。1929年，他任红四军司令部手枪连连长。1930年7月，红六军和红四军在湖北公安会合，在场林寺受到国民革命军袭击，司令部被包围，卢冬生带手枪队作战，击退国民革命军。1931年3月，先后任红四军手枪大队队长、红二军团警卫营营长、红三军第七师二十团团长。

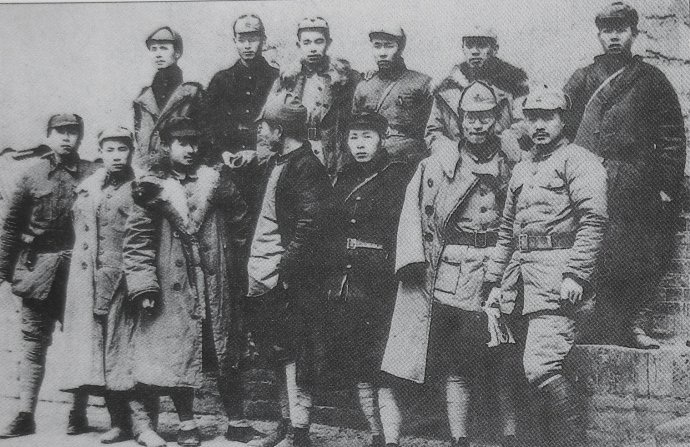
紅二方面軍領導人合影，前排右起贺龙、朱瑞、李井泉、王震、关向应、贺炳炎、甘泗淇。后排左起张子意、刘亚球、廖汉生、朱明、陈伯钧、卢冬生

1932年9月，中共湘鄂西特委将监利、沔阳、潜江等独立团合并成湘鄂西独立师，卢冬生任师政委，参加洪湖苏区第四次反围剿战争。在突围战斗中，领导两个营断后，随后与主力部队失去联系在湖北荆门、远安等地开展游击作战。1933年春，他率部与红军主力会合，任红三军教导团团长，旋升任第7师师长。1934年10月，他任红二军团第4师师长，参与创建黔东苏区、湘鄂川黔苏区。1934年，在湖南大庸县后坪一次战斗中，卢冬生腿部负伤。1935年11月，率部参加长征。1936年4月，指挥部队在云南玉龙石鼓镇抢渡金沙江，保证了红二、六军团顺利过江。10月，红二方面军渡过渭河，卢冬生率四师激战两日，掩护主力通过六盘山。10月22日，到达甘肃静宁县将台堡（今属宁夏），与红一方面军、红四方面军会师。

### 赴苏学习
抗日战争初期，他任八路军第120师358旅旅长（未到任），不久便调到延安抗日军政大学学习。同年冬因健康状况，经中共中央安排赴苏联疗养。1939年3月，他被派赴苏联伏龙芝军事学院特别班学习。1941年9月，纳粹德国向莫斯科进军，林彪率卢冬生等在苏学习人员坐火车经外蒙古回国，10月到达外蒙古库伦，由于中蒙边界道路受到破坏，受阻于库伦一个月。由于林彪是以一一五师师长赴苏联治病的身份公开出境的，可以坐飞机通过公开渠道回国，其余在苏联学习军事的人员则属于非法入境，无法乘飞机回国，只好滞留外蒙古。卢冬生和刘亚楼因俄语较好，进入驻蒙苏军担任参谋。1943年，卢冬生、刘亚楼和杨至成至苏联远东军区伯力，至步兵88旅工作。

### 回国及遇难
1945年8月，苏联对日宣战，发动八月风暴行动，他随苏联红军回到中国。11月16日，中共中央北满分局书记陈云到达哈尔滨，当晚在大直街召开会议。会议决定卢冬生为松江军区司令员。半夜11时左右会议结束，卢冬生带着陈云的一名警卫员为陈云拿行李。返回途中，遇两名违纪苏军士兵拦路抢劫，卢冬生被枪杀。